# 三島美貞
三島 美貞（みしま よしさだ、1898年（明治31年）4月5日 - 1960年（昭和35年）1月29日）は、日本の陸軍軍人。最終階級は陸軍少将。

## 経歴
岡山県出身。警察官・三島熊太郎の息子として生まれる。大阪陸軍地方幼年学校、中央幼年学校を経て、1920年（大正9年）5月、陸軍士官学校（32期）を卒業。同年12月、砲兵少尉に任官し野砲兵第23連隊付となる。1931年（昭和6年）11月、陸軍大学校（43期）を卒業した。
1932年（昭和7年）12月、第10師団留守司令部付となり、第3師団留守参謀を務め、1934年（昭和9年）8月、砲兵少佐に進級し第3師団参謀に発令され満州に赴任。1935年（昭和10年）8月、陸軍省整備局付（資源局事務官）に転じて帰国。1937年（昭和12年）8月、砲兵中佐に昇進。同年12月、企画院調査官に就任。1940年（昭和15年）6月から8月まで仏印に出張。
1941年（昭和16年）2月、経済研究のためドイツ出張を命ぜられ、同年3月、陸軍大佐に進んだ。1942年（昭和17年）3月、ポルトガル公使館付武官に発令。1944年（昭和19年）7月、大本営付（ドイツ駐在）となり、1945年（昭和20年）3月、陸軍少将に進級し終戦を迎えた。同年12月に帰国した。
1947年（昭和22年）11月28日、公職追放仮指定を受けた。